# منيرة الفاضل
منيرة الفاضل كاتبة وأكاديمية وباحثة بحرينية. درست في جامعة إسكس لإكمال الدكتوراه في الأدب المقارن. عملت في جامعة البحرين منذ عام 1994. نشرت العديد من الأعمال القصيرة في النقد والتحليل الأدبي. كتبت أيضا ثلاثة كتب:
- الريمورا، قصص قصيرة، دار الربيعان - الكويت، 1983.
- للصوت، لهشاشة الصدى، رواية، إدارة الثقافة والفنون - البحرين، 2000.
- هويات هامشية: دراسة نقدية في كتابات السيرة الذاتية للمرأة الكاتبة في الخليج.

شاركت في تحرير اللؤلؤة، أحلام صدفة، وهو عبارة عن مختارات من الشعر البحريني الحديث مترجم إلى اللغة الإنجليزية. عملت في لجنة التحكيم في الجائزة العالمية للرواية العربية عام 2011.
لديها عضوية في أسرة الأدباء والكتاب البحرينية وجمعية حقوق الإنسان البحرينية وهيئة تحرير مجلة ثقافات الفصلية الثقافية التي تصدر عن كلية الآداب بجامعة البحرين.